# Brévainville
Brévainville település Franciaországban, Loir-et-Cher megyében. Lakosainak száma 161 fő (2022. január 1.). Brévainville Moisy, Morée, Ouzouer-le-Doyen, Saint-Hilaire-la-Gravelle, Saint-Jean-Froidmentel és Cloyes les Trois Rivières községekkel határos.

## Népesség
A település népességének változása:
| Lakosok száma | 256  | 206  | 188  | 172  | 172  | 169  | 170  | 174  | 170  | 161  |
|               | 1968 | 1982 | 1990 | 2006 | 2013 | 2015 | 2017 | 2019 | 2020 | 2022 |